# Championnats d'Afrique d'aviron 2000
Navigation
Édition précédente Édition suivante
Les championnats d'Afrique d'aviron 2000, quatrième édition des championnats d'Afrique d'aviron, ont lieu en mars 2000 à Pretoria, en Afrique du Sud. Six nations participent à la compétition : l'Afrique du Sud, l'Algérie, l'Égypte, le Kenya, la Tunisie et le Zimbabwe.

## Médaillés seniors
Parmi les médaillés, on compte :
- Mohamed AbdelGhaf (EGY), médaillé d'or en skiff ;
- Ahmed Hassan et Mamdouh Ashour (EGY), médaillés d'or en deux de couple ;
- ElAtik Mohamed ElSayed et ElSayed Saad Arafat (EGY), médaillés d'argent en deux sans barreur ;
- Sayed Eid et ElSayed ElMorsy (EGY), médaillés de bronze en deux de couple poids légers ;
- Ali Ibrahim, Tarek Hamed Mohamed, Kamal Hassan Mohamed et Hamdy ElKot (EGY), médaillés d'argent en quatre sans barreur;
- Sayed Eid, Ahmed ElBendary, Talaat Ibrahim et Mahmoud Hussein (EGY), médaillés d'argent en quatre sans barreur poids légers ;
- Abdo Abbas, ElAtik Mohamed ElSayed, ElSayed Saad Arafat, Alaa Rezk, Amr Fekry Tamraz, Ahmed Hassan, ElSayed ElBedwehy, Talaat Ibrahim et Mohamed Saad (EGY), médaillés d'argent en huit.

## Médaillés juniors

### Hommes
Parmi les médaillés, on compte :
- Mamdouh Mohamed Wagih (EGY), médaillé de bronze en skiff ;
- Ahmed Mahmoud, Osama Abdullah, Ahmed Sanad, Osama Fakhry et Mohamed Bassyouni (EGY), médaillés de bronze en quatre avec barreur.

### Femmes
Parmi les médaillées, on compte :
- Arwa Loai et Mai Ahmed Eissa (EGY), médaillés de bronze en deux de couple.